# Fiendish Freddy's Big Top O'Fun
Fiendish Freddy's Big Top O'Fun is een videospel ontwikkeld door Gray Matter en Chris Gray en uitgegeven door Mindscape. Het spel kwam in 1989 uit voor de 16 bit-Atari ST, IBM PC, Amstrad CPC en Commodore Amiga. Daarna is het ook nog geporteerd naar ZX Spectrum en Commodore 64. De Commodore 64 versie was inbegrepen bij de gebundelde cartridge van het geflopte Commodore 64 Game Systeem.

## Platforms
| Jaar | Platform                          |
| ---- | --------------------------------- |
| 1989 | Amiga, Amstrad CPC, Atari ST, DOS |
| 1990 | Commodore 64, ZX Spectrum         |

## Reviews en ratings
- Your Sinclair gaf het spel een score van 80%
- CRASH gaf het spel een score van 90%
- Het Duitse Amigatijdschrift Amiga Joker gaf de game een score van 81%
- CU Amiga gaf een score van 80%.
- Zzap!-magazine gaf een score van 91%.